# Benjamin-Victor Rousselot
Pour les autres membres de la famille, voir Famille Rousselot.
 (août 2014).
Benjamin-Victor Rousselot (17 janvier 1823, Cholet - 31 août 1889, Montréal) est un prêtre séculier français membre de la Compagnie des prêtres de Saint-Sulpice, ayant effectué son ministère au Québec.

## Biographie

### Enfance et formation
D'une famille de la bourgeoise manufacturière et bancaire implantée à Cholet et à Nantes, fils de Jean Rousselot, tisserand à Cholet, et de Marie Allion, il suit ses études classiques à Angers, puis il étudie la philosophie chez les Sulpiciens à Nantes. Il entre ensuite au séminaire Saint-Sulpice à Paris et est influencé par les idées ultramontaines d'Arthur Le Hir. Ses études sont néanmoins gênées par une santé fragile et une défaillance de la vue.

### Ministère
Il est ordonné prêtre en 1846, devient vicaire et est admis au noviciat sulpicien de la  Solitude, à Issy-les-Moulineaux, en 1853, alors dirigé par Étienne-Michel Faillon. Ce dernier l'oriente vers le ministère pastoral de la maison de Montréal, où il l’accompagna en 1854.
Confesseur et aumônier auprès des Sœurs grises de la Charité de l'Hôpital Général de Montréal, il instaure, avec leur concours, un projet de garderie pour enfants de deux à sept ans en milieu défavorisé. La salle d’asile Saint-Joseph, rue Saint-Bonaventure à Montréal, est édifiée en 1858. Forts du succès de cette entreprise, Rousselot et les Sœurs grises conçoivent un deuxième projet qui donne lieu à l'ouverture de l'asile Nazareth en 1861 sur la rue Sainte-Catherine à Montréal. On y accueille des vieillards, des orphelins, et des enfants de la classe peu aisée dont certains sont atteints de cécité. Dès 1862 s'ajoute en annexe une école réservée aux enfants aveugles, qui deviendra en 1869 l'Institut Nazareth spécialisé dans l'éducation des aveugles par l'apprentissage de la lecture et de l'écriture par la méthode de Louis Braille, de même que l'enseignement de la musique. De nos jours cet institut est devenu, depuis sa fusion avec l’Institut Louis-Braille en 1975, l’Institut Nazareth et Louis-Braille . 
Rousselot devient curé de la paroisse Notre-Dame à Montréal en 1866. Il initie la restauration, l'embellissement et la décoration intérieure de cette église.

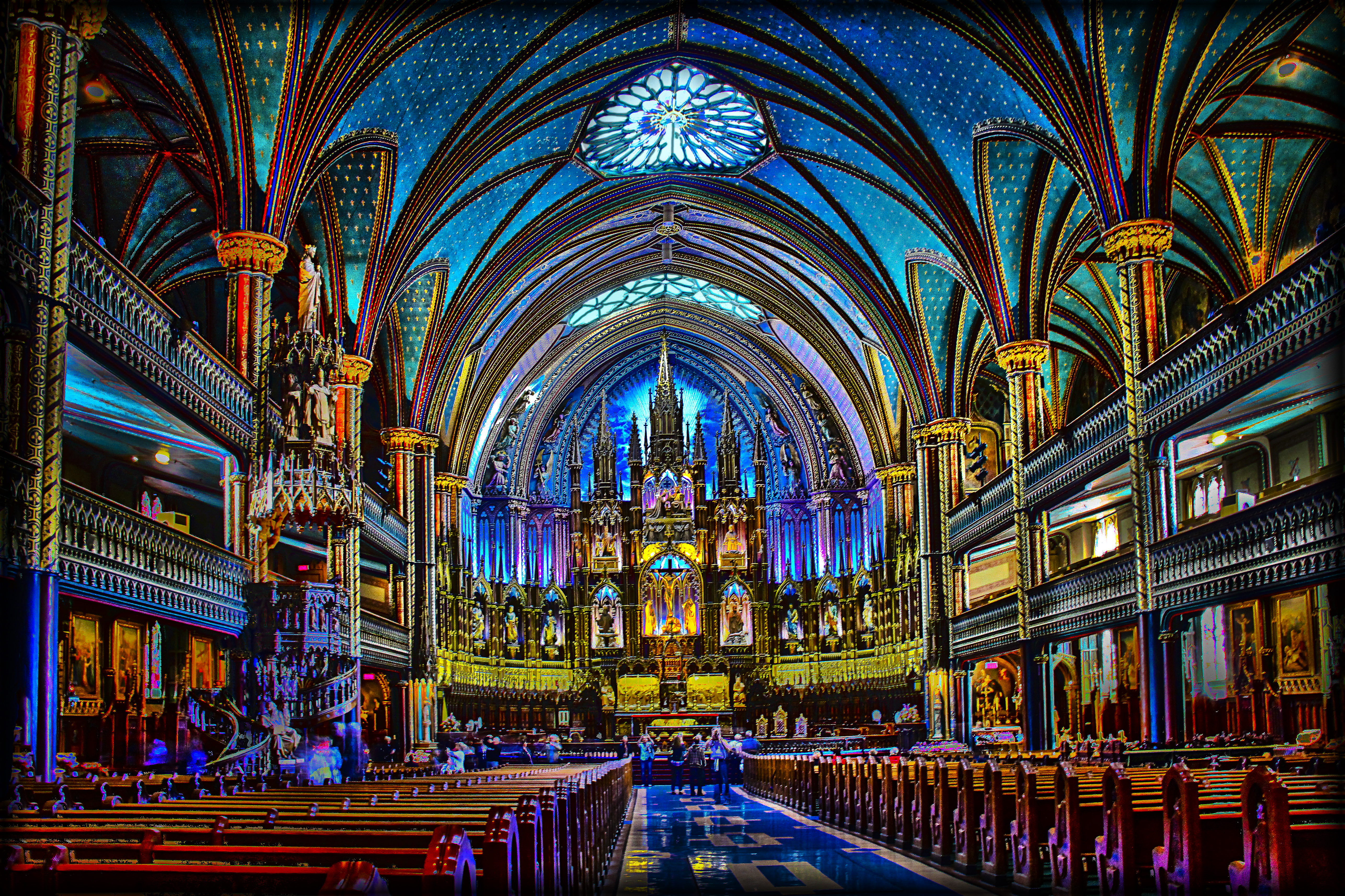
Intérieur de la Basilique Notre-Dame de Montréal

En 1880, il contribue à la création de l'hôpital Notre-Dame de Montréal par le docteur Emmanuel Persillier-Lachapelle.
Sensibilisé à la situation misérable et à l'avenir limité des orphelins de Montréal, il est l'instigateur en 1882 d'un projet d'orphelinat en milieu rural, et y implique les Pères missionnaires Montfortains de la Compagnie de Marie. Dès l'année suivante est inauguré l'Orphelinat agricole de Notre-Dame de Montfort.
Il s'intéresse à l'éducation en présidant de 1866 à 1886 le Bureau des commissaires d’écoles catholiques romains de la cité de Montréal (ultérieurement nommé Commission des écoles catholiques de Montréal). Est inaugurée sous sa présidence l'Académie commerciale catholique de Montréal le 27 juin 1872 (à ne pas confondre avec HEC Montréal, précédemment nommée École des hautes études commerciales de Montréal, fondée en 1907), de même que l'École polytechnique en 1873,
En 1882, il est nommé curé de la paroisse Saint-Jacques de Montréal et en entreprend l'agrandissement en 1886.
Affaibli par son état de santé, il se concentre sur les œuvres sociales. Il lègue tous ses biens à l'asile Nazareth. À son décès en 1889, il laisse l'image d'un homme tout entier dévoué à la cause des pauvres et des déshérités, et un meneur qui aura su innover par ses entreprises au niveau social et dans le monde de l'éducation.

## Hommages

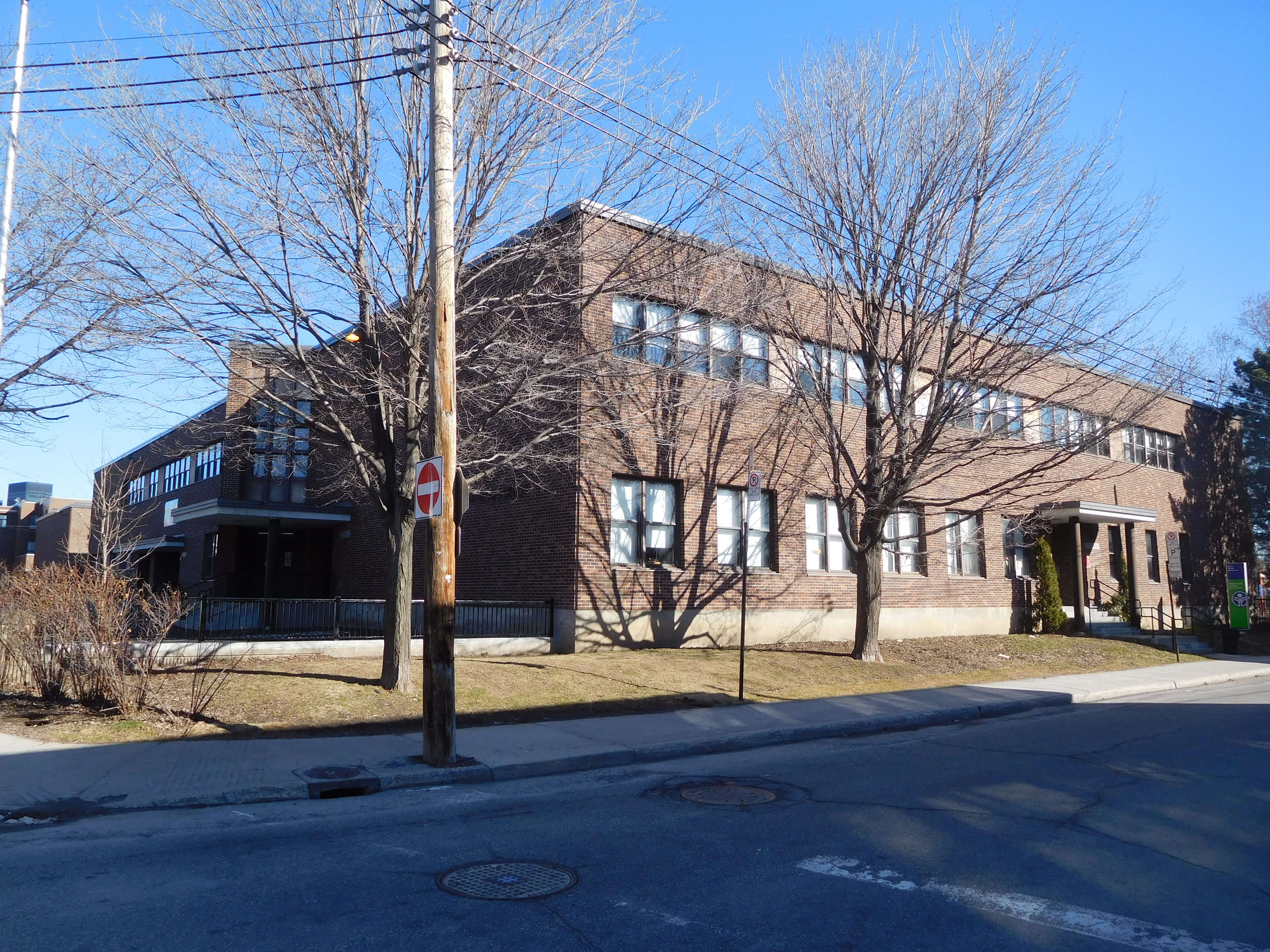
École Victor-Rousselot

Certains lieux et institutions de Montréal rappellent le souvenir de Benjamin-Victor Rousselot. 
- Rue Rousselot, le parc (linéaire) Rousselot et le passage piétonnier Rousselot[6], situés  dans l'arrondissement Villeray—Saint-Michel—Parc-Extension.
- Parc Victor-Rousselot, dans l'arrondissement Le Sud-Ouest[7].
- École Victor-Rousselot, dans l'arrondissement Le Sud-Ouest, offrant des services spécialisés à des enfants aux prises avec des difficultés graves d’apprentissage et de la communication  [8].

## Sources
- Suzanne Commend, Les Instituts Nazareth et Louis-Braille, 1861-2001, 2001
- Les Prêtres de Saint-Sulpice au Canada : grandes figures de leur histoire, 1992